# Acyl-coenzyme A déshydrogénase
Une déshydrogénase d'acyl-coenzyme A ou acyl-CoA-déshydrogénase est une déshydrogénase qui catalyse la première étape de la β-oxydation en introduisant une double liaison trans entre les atomes de carbone 2 et 3 de l'acyl-CoA par déshydrogénation à l'aide d'un cofacteur FAD :
Acyl-CoA + FAD → FADH2 + trans-2,3-déshydroacyl-CoA.
Il existe diverses variétés de cette enzyme, chacune ayant une spécificité accrue pour certains types de substrats en fonction de la longueur de la chaîne aliphatique de l'acide gras. On distingue notamment les déshydrogénases d'acyl-coenzyme A des acides gras à chaîne courte, à chaîne moyenne, à longue chaîne et à très longue chaîne. Elles agissent toutes cependant de la même façon, les différences se situant principalement dans la localisation du site actif le long de la séquence d'acides aminés.
Ces enzymes jouent un rôle métabolique important chez les mammifères car elles permettent de démarrer l'oxydation les acides gras du régime alimentaire. Un déficit en acyl-CoA-déshydrogénase est responsable de certaines maladies génétiques.